# 唐生明
唐生明（1906年10月10日—1987年10月24日） （页面存档备份，存于） ，号季澧，湖南东安人，中国政治人物。其長兄為唐生智。

## 生平
1926年四月入黃埔軍校第四期就讀，同年十月畢業，參加北伐。1927年因反對蔣中正的清黨，曾送武器給九月發動秋收起義的毛澤東。1930年任第八軍副軍長，1931年任軍事參議院中將参議。1935年任軍委會中將參謀。
抗戰之初，任長沙警備部副司令，後被蒋介石派往汪精衛政權從事策反工作。1946年2月21日，任国防部中将部员。1948年3月任总统府中将参谋，後思想日漸左傾。1949年8月，唐生明和陳明仁等宣布湖南由中国人民解放军接管，其后，他任中国人民解放军第二十一兵团副司令员。是年冬，去香港经商，对两航起义从旁做了促进工作。1954年回到北京，任国务院参事。文革中被关进监狱七年半。之後曾出任第三至六屆政協委員，常委。1987年10月24日在北京過世:808。
其子唐仁巍为印尼华人:496。